# یواس‌اس آر-۲۶ (اس‌اس-۱۰۳)
یواس‌اس آر-۲۶ (اس‌اس-۱۰۳) (به انگلیسی: USS R-26 (SS-103)) یک زیردریایی بود که طول آن ۱۷۵ فوت (۵۳ متر) بود. این زیردریایی در سال ۱۹۱۹ ساخته شد.